# 克利爾沃特鎮區 (內布拉斯加州安蒂洛普縣)
克利爾沃特鎮區（英語：Clearwater Township）是位於美國內布拉斯加州安蒂洛普縣的一個行政鎮區。

## 地方資料
克利爾沃特鎮區的面積為92.75平方千米，當中陸地面積為92.66平方千米，而水域面積為0.09平方千米。根據2020年美國人口普查的數據，當地共有人口442人，而人口密度為每平方千米4.77人。